# Ubrus

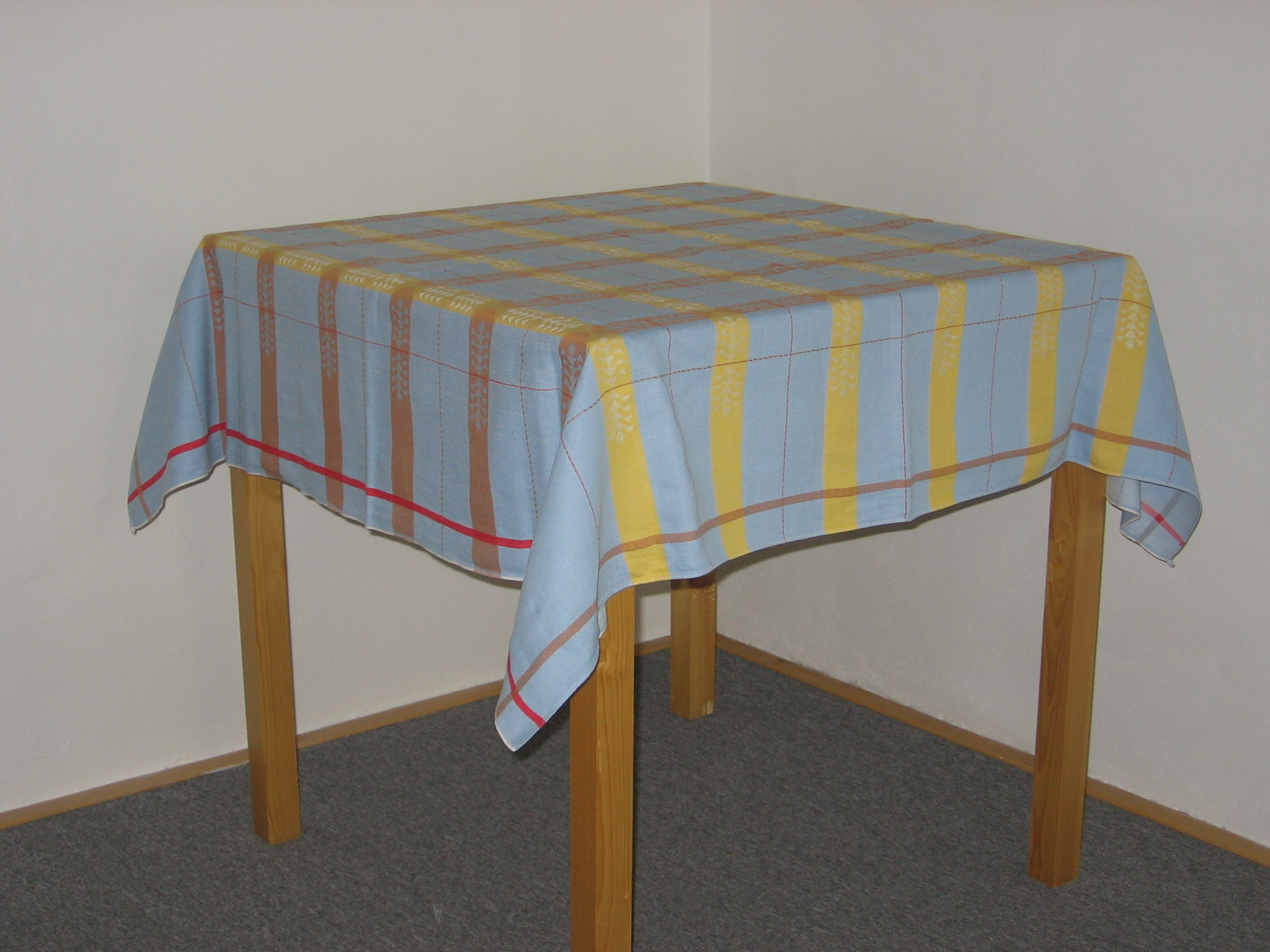
Ubrus na stole

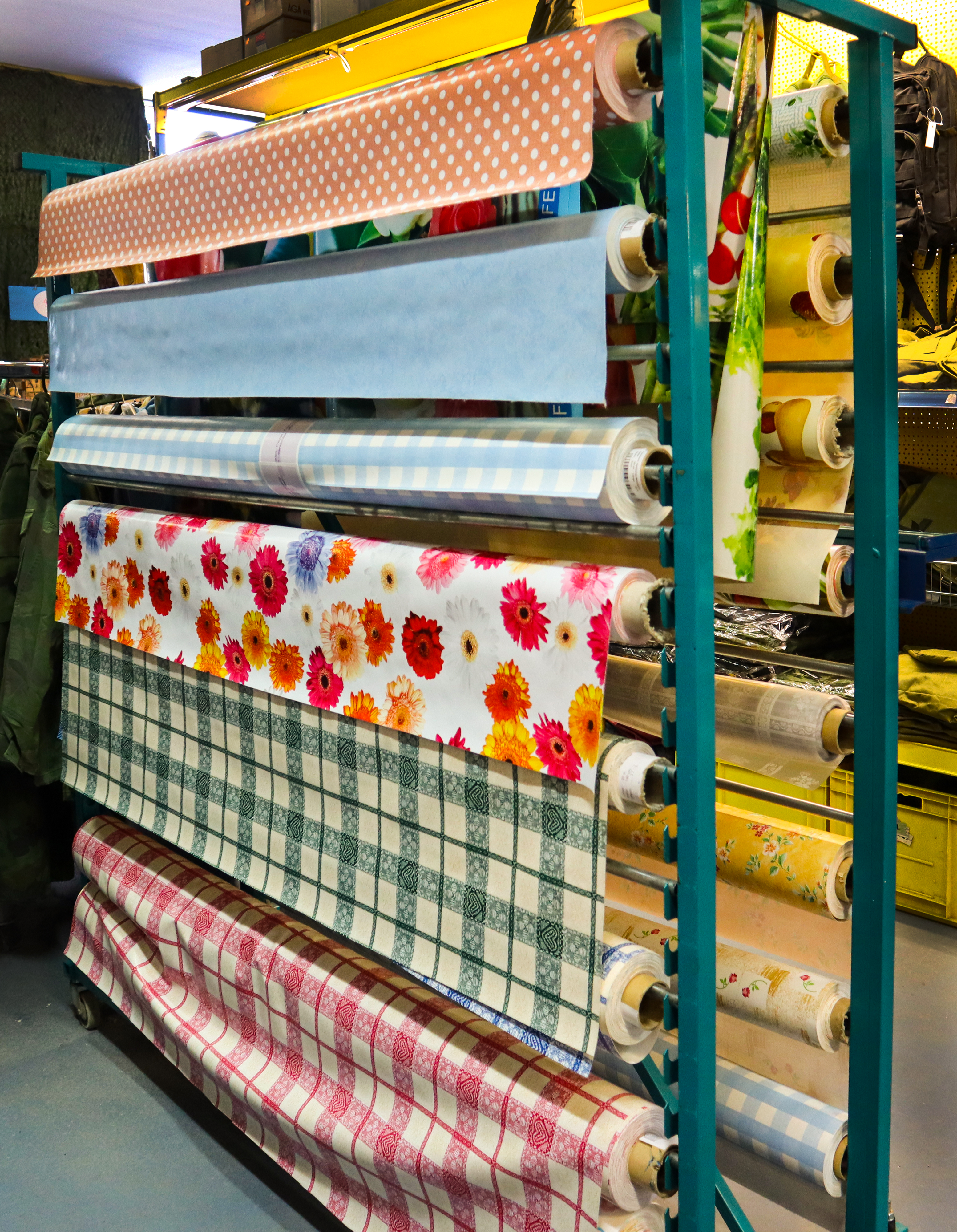
Ubrus z plastů

Ubrus, zdrobněle ubrousek, je doplněk, který slouží ke zvýšení estetické hodnoty pokrývané plochy a případně její ochrany před poškozením a ušpiněním. Nejčastěji se využívá na pokrytí stolu. Ubrus může zakrývat celou plochu nebo jen její část.

## Historie
První dochovaná zmínka o ubrusu pochází od římského básníka Marcuse Valeriuse Martialise z doby kolem 100 n. l. Původně Římané stolovali vleže, přičemž používali lněné látky různé velikosti. Na otření rukou používali menší čtverečky plátka zvané "mappa", což je slovo pocházející z punštiny. Svůj původ tak tyto ubrousky mohou mít v Kartágu. Větší kusy zvané "mantele" si pak přehodili přes sedadla, aby tak zachytili zbytky jídla. V průběhu let se mantele prodlužovaly s tím, jak se měnila poloha při jídle.
V umění se pak objevují ubrusy např. v dílech Přebohaté hodinky vévody z Berry z počátku 15. století či v Poslední večeři od Leonarda Da Vinci z konce 15. století.

## Materiál
Pro výrobu běžných ubrusů jsou nejčastěji užívány textilie, obvykle bavlněné, vlněné, z umělých vláken atd. Ubrus může též být vyroben s voděodolnou, oleofobní či podobnou úpravou, z plastu, lýčí, rákosu či jiných vhodných materiálů.

## Druhy ubrusů
Ubrusy se přizpůsobují tvaru stolů, a tak se lze setkat s ubrusy čtvercovými, obdélníkovými, kruhovými i oválnými. Správně zvolená velikost ubrusu se pak uvádí o 20 – 30 centimetrů větší než samotná deska stolu. Kromě klasického ubrusu, který zakrývá celou desku, existují ještě ubrusy, které zakrývají jen část stolu. Běhoun má tvar úzkého šálu, který se pokládá doprostřed stolu a na jeho konci přesahuje přes jeho okraje. Napron (či naperon) je pak menší čtvercový ubrus, který se umisťuje doprostřed stolu.

## Anglické prostírání
V Československu se mezi světovými válkami rozšířilo tzv. anglické prostírání. Tento způsob vznikl ve snaze dát vyniknout kráse leštěné desky stolu. Na stole není velký ubrus, místo něj se před hosty prostírají ubrousky ze silnějšího plátna – jednoduché i vyšívané, zdobené paličkovanou krajkou nebo monogramem. Používají se i podložky z jiných materiálů – z lýka, plastu apod. Ve středu stolu bývá položen tzv. „běhoun“. Nejvhodnější je toto prostírání pro denní stolování, případně pro prostírání na konferenčním stolku.

## Zajímavost
Oblíbený je trik, kdy předvádějící z plného stolu dokáže jedním rychlým pohybem strhnout ubrus, aniž by z něj spadlo rozestavěné nádobí.